# Folke Ström
Sig Axel Folke Ström, född den 15 oktober 1907 i Eskilstuna, död den 20 januari 1996 i Göteborg, var en svensk religionshistoriker och biblioteksman. Han var son till Fredrik och Tua Ström. 
Ström avlade studentexamen 1927, filosofie kandidatexamen 1933 och filosofie licentiatexamen 1936. Han promoverades till filosofie doktor 1942. Ström blev docent i religionshistoria vid Stockholms högskola 1943 och vid Göteborgs högskola 1945. Han anställdes vid Stockholms stadsbibliotek 1931, blev assistent där 1935, andre bibliotekarie där 1938, vid Göteborgs stadsbibliotek 1945, var förste bibliotekarie där 1948–1960, vid Göteborgs universitetsbibliotek 1961–1965 och biblioteksråd där 1965–1972. Ström var ordförande i Västsvenska folkminnesföreningen från 1954. Han promoverades till medicine hedersdoktor vid Göteborgs universitet 1962. Ström invaldes som ledamot av Vetenskaps- och Vitterhetssamhället i Göteborg 1953, av Gustav Adolfs Akademien 1965, av Nathan Söderblom-sällskapet 1968 och av Det Norske Videnskaps-Akademi 1976. Han blev hedersledamot av Viking Society for Northern Research 1973. Ström publicerade skrifter i religionshistoria och norrön filologi. Bland dessa märks Nordisk hedendom (1:a upplagan 1961, 2:a upplagan 1967, 3:e upplagan 1985, omtryckt 2005).

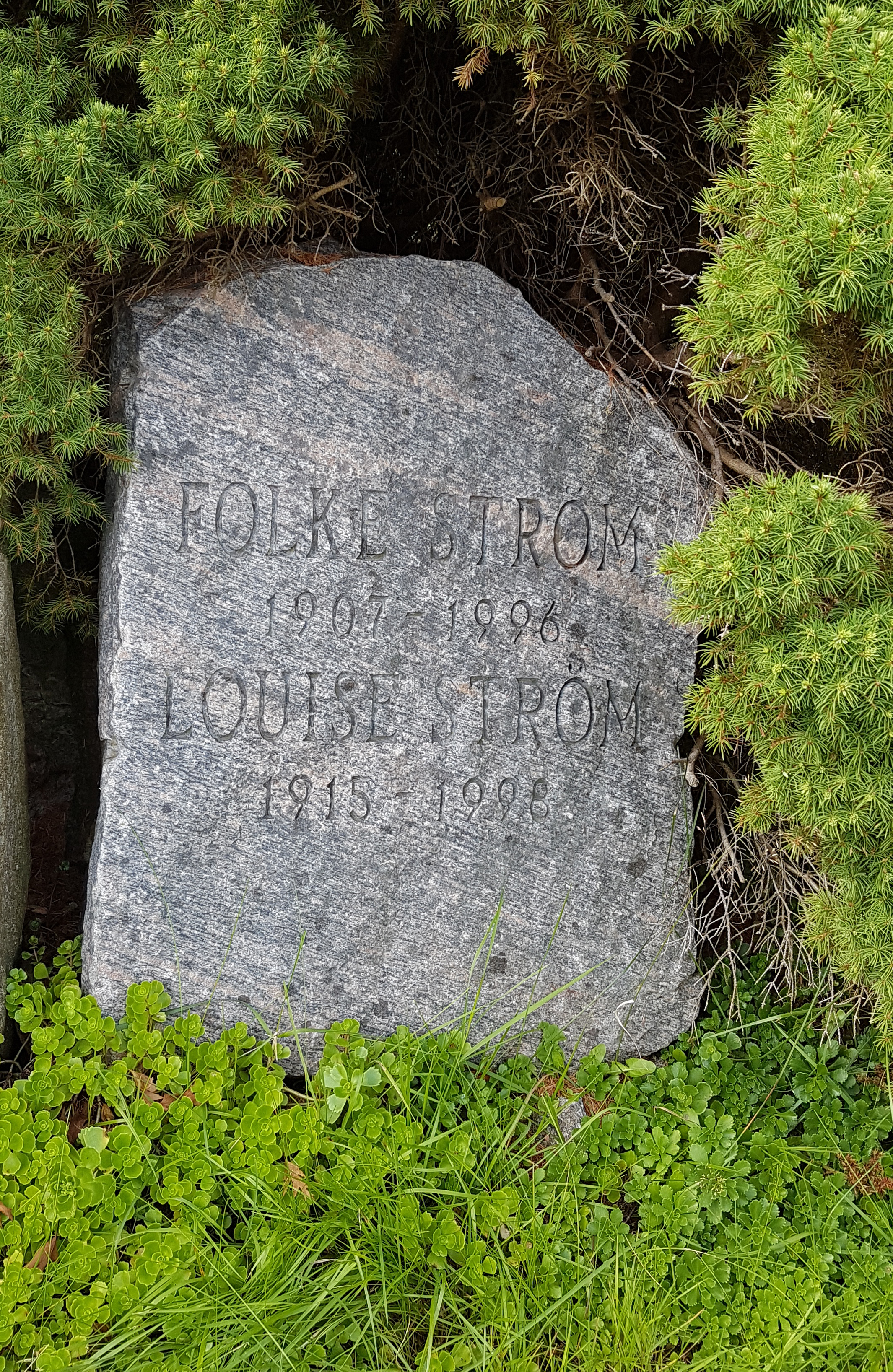
Folke Ströms gravvård på Breareds kyrkogård i Simlångsdalen.

Ström gifte sig 1943 med Louise Henriksdotter Ahlgren (1915–1998).